# Cyghuni
Cyghuni – wieś w Armenii, w prowincji Sjunik. W 2011 roku liczyła 47 mieszkańców.